# Kerbersdorf
Kerbersdorf ist ein Stadtteil von Bad Soden-Salmünster im hessischen Main-Kinzig-Kreis. Weitere Ortsteile sind Ahl, Alsberg, Bad Soden (Kinzigtal), Hausen, Eckardroth, Katholisch-Willenroth, Mernes, Salmünster, und Wahlert.

## Geografie

### Geografische Lage
Kerbersdorf liegt, in sehr steiler Lage, an den südlichen Ausläufern des Vogelsbergs. Die Salz fließt westlich am Ort vorbei.

### Nachbarorte
Der Ort grenzt im Uhrzeigersinn an die Nachbargemeinde Steinau an der Straße mit ihren Ortsteilen Sarrod und Marborn, die Ortsteile Romsthal, Eckardroth sowie den Ortsteil Katholisch-Willenroth mit dem zugehörigen Weiler Schönhof.
| Schönhof (Katholisch-Willenroth) |                                             | Sarrod  |
| Katholisch-Willenroth            | Kompassrose, die auf Nachbargemeinden zeigt |         |
| Eckardroth / Romsthal            |                                             | Marborn |

## Geschichte

### Mittelalter und Neuzeit
Die älteste erhalten gebliebene urkundliche Erwähnung als Korberstorf weist in das Jahr 1447. Im Mittelalter und bis in die Neuzeit hinein waren Teile von Kerbersdorf, ähnlich wie von Katholisch-Willenroth im Besitz der im Salztal ansässigen Herren von Hutten. Davor war es ein hanauisches Lehen der später ausgestorbenen  Ritter von Biebergau.

### Gebietsreformen
Am 1. Januar 1830 kommt Kerbersdorf, ebenso wie die Dörfer des Huttengrundes zu dem damals neu gegründeten Kreis Schlüchtern. Im Zuge der Gebietsreform in Hessen wurde die Gemeinde Kerbersdorf im Landkreis Schlüchtern am 1. Dezember 1970 in die Stadt Salmünster eingegliedert. Am 1. Juli 1974 wurde Bad Soden mit der Stadt Salmünster kraft Landesgesetz zur neuen Stadt Bad Soden-Salmünster zusammengeschlossen und wechselte zeitgleich in den neu gebildeten Main-Kinzig-Kreis.
Für Kerbersdorf wurde ein Ortsbezirk mit Ortsbeirat und Ortsvorsteher eingerichtet.

### Einwohnerentwicklung
| • 1812: | 42 Feuerstellen mit 298 Einwohnern |

| Kerbersdorf: Einwohnerzahlen von 1812 bis 1970 | Kerbersdorf: Einwohnerzahlen von 1812 bis 1970 | Kerbersdorf: Einwohnerzahlen von 1812 bis 1970 | Kerbersdorf: Einwohnerzahlen von 1812 bis 1970 | Kerbersdorf: Einwohnerzahlen von 1812 bis 1970 |
| --- | ---------------------------------------------- | ---------------------------------------------- | ---------------------------------------------- | ---------------------------------------------- |
| Jahr |                                                |                                                |                                                | Einwohner                                      |
| 1812 | 1812                                           |                                                | 298                                            | 298                                            |
| 1834 | 1834                                           |                                                | 329                                            | 329                                            |
| 1840 | 1840                                           |                                                | 366                                            | 366                                            |
| 1846 | 1846                                           |                                                | 362                                            | 362                                            |
| 1852 | 1852                                           |                                                | 383                                            | 383                                            |
| 1858 | 1858                                           |                                                | 274                                            | 274                                            |
| 1864 | 1864                                           |                                                | 316                                            | 316                                            |
| 1871 | 1871                                           |                                                | 256                                            | 256                                            |
| 1875 | 1875                                           |                                                | 303                                            | 303                                            |
| 1885 | 1885                                           |                                                | 236                                            | 236                                            |
| 1895 | 1895                                           |                                                | 221                                            | 221                                            |
| 1905 | 1905                                           |                                                | 222                                            | 222                                            |
| 1910 | 1910                                           |                                                | 219                                            | 219                                            |
| 1925 | 1925                                           |                                                | 232                                            | 232                                            |
| 1939 | 1939                                           |                                                | 226                                            | 226                                            |
| 1946 | 1946                                           |                                                | 386                                            | 386                                            |
| 1950 | 1950                                           |                                                | 346                                            | 346                                            |
| 1956 | 1956                                           |                                                | 311                                            | 311                                            |
| 1961 | 1961                                           |                                                | 302                                            | 302                                            |
| 1967 | 1967                                           |                                                | 343                                            | 343                                            |
| 1970 | 1970                                           |                                                | 408                                            | 408                                            |
| Datenquelle: Historisches Gemeindeverzeichnis für Hessen: Die Bevölkerung der Gemeinden 1834 bis 1967. Wiesbaden: Hessisches Statistisches Landesamt, 1968. Weitere Quellen: |                                                |                                                |                                                |                                                |

### Religionszugehörigkeit
Quelle: Historisches Ortslexikon
| • 1885: | 6 evangelische (= 2,54 %), 230 katholische (= 97,46 %) Einwohner |
| • 1961: | 6 evangelische (= 1,99 %), 296 katholische (= 98,01 %) Einwohner |

## Politik

### Ortsbeirat
Für Kerbersdorf besteht, ebenso wie für die anderen Stadtteile von Bad Soden-Salmünster, ein Ortsbezirk nach der Hessischen Gemeindeordnung. Im Ortsbeirat ist die BfK mit 5 von 5 Sitzen vertreten. Ortsvorsteher ist Winfried Weber (BfK).

## Verkehr und Infrastruktur

### Verkehrsanbindung

#### Straße
Kerbersdorf liegt an der Landesstraße 3178 zwischen Sarrod und Romsthal. In nahe gelegenen Salmünster  befindet sich der Autobahnanschluss (AS 45) Bad Soden-Salmünster der Bundesautobahn A66 in Richtung Fulda und Frankfurt a. M.

#### Bahn
Der nächste Bahnhof an der Bahnstrecke Fulda–Frankfurt befindet sich in Salmünster. Hier verkehrt der Regionalexpress im Stundentakt. Der nächste behindertengerechte Bahnhof ist der Bahnhof Wächtersbach.

### Nahverkehr
Ganzjährig verkehren in Kerbersdorf Busse des KVG. Sie schaffen z. B. mit der Linie MKK-95 und Weiteren einen öffentlichen Verkehrsanschluss zu allen Ortsteilen der Gemeinde Bad Soden-Salmünster aber auch zu den Nachbargemeinden Steinau an der Straße, Altengronau und Jossa. Es gilt der Tarif des Rhein-Main-Verkehrsverbundes.

### Freiwillige Feuerwehr
Die 1897 gebildete Freiwillige Feuerwehr Kerbersdorf wurde 1963 wiedergegründet. Es folgte 1972 die Gründung einer Jugendfeuerwehr.
Heute verfügt die Einsatzabteilung der Freiwilligen Feuerwehr Kerbersdorf über 16 Personen, die Jugendfeuerwehr über 6 Personen.
Die Einsatzschwerpunkte der Freiwilligen Feuerwehr Kerbersdorf sind:
- Landwirtschaftliche Anwesen,
- Pension.

## Wirtschaft
Historisch gesehen war Kerbersdorf eine arme Gemeinde: Neben der Landwirtschaft ernährten ein örtlicher Steinbruch und eine Glasbläserei die Bevölkerung. Im Zusammenhang mit dem Bau der Klosterkirche Salmünster findet sich auch die Erwähnung einer Ziegelei in Kerbersdorf. Zwischen den beiden Weltkriegen verdingten sich Kerbersdorfer Männer als Wanderarbeiter im Ruhrgebiet. Sie zogen im Frühjahr zu ihrer Arbeitsstelle hin und kehrten zum Winter hin wieder zurück in ihre Heimat.
1833 entstand in Kerbersdorf ein Krankenunterstützungsverein. Es war eine freiwillige Krankenversicherung. Im Dritten Reich, 1940 wurde diese zwangsweise, durch die Nationalsozialistische Volkswohlfahrt abgelöst.
1977 wurde Kerbersdorf ein staatlich anerkannter Erholungsort.

## Kultur und Sehenswürdigkeiten

### Bildung

#### Kindertagesstätte
Im benachbarten Romsthal gibt es den Kindergarten Spatzennest, mit angeschlossener Kinderkrippe. Die Kita in städtischer Trägerschaft bietet Platz für 100 Kindergarten- und 24 Krippen-Kinder. Sie ist ganzjährig, d. h. auch in den Sommerferien geöffnet.

#### Schule
Im Jahr 1825 wurde die erste Schule des Ortes eingeweiht. Sie wurde 1951 durch einen Neubau ersetzt. „Seit dem 1. August 2015 haben die beiden ehemaligen Grundschulen Romsthal und Kerbersdorf offiziell einen Verbund gegründet- die Verbundschule Romsthal-Kerbersdorf“.
In Salmünster befindet sich mit der Henry-Harnischfeger-Schule sowohl eine Grundschule als auch eine integrierte Gesamtschule, die für das gesamte Umland zuständig ist. Eine weitere Grundschule befindet sich wiederum in Bad Soden.
Andere, weiterführende Schulen sind die Friedrich-August-Genth-Schule, eine (kooperative Gesamtschule) in Wächtersbach und das Grimmelshausen-Gymnasium in Gelnhausen.

### Vereine
- SG 1978 Huttengrund Fußballverein
- Reitsportgemeinschaft Huttengrund e.V.
- Ski- und Wanderclub Huttengrund 1986 e.V.
- MGV Sängergruß Kerbersdorf von 1922 e.V.
- Verein der Freunde + Förderer der Grundschule Kerbersdorf e.V.